# Шляхта Гетьманщини

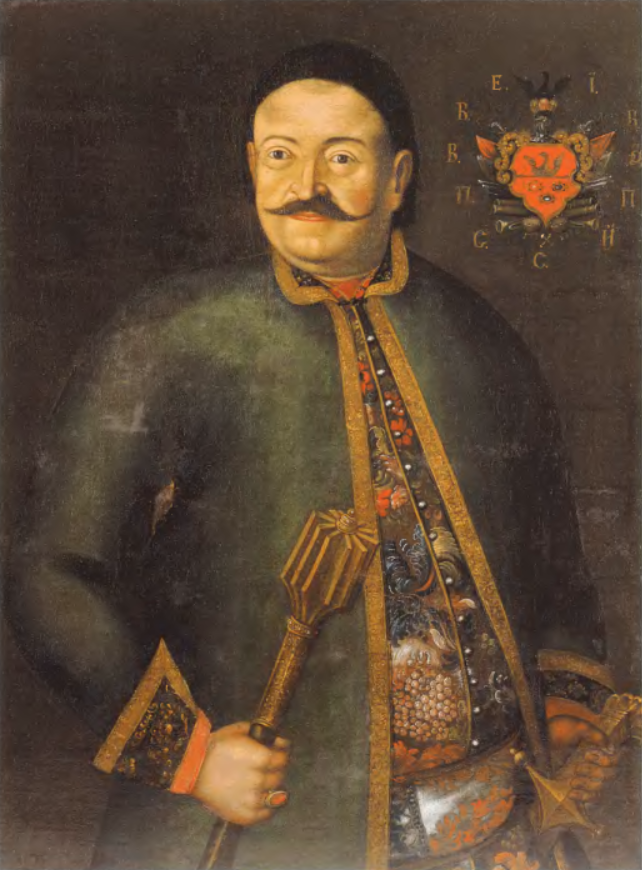
Представник шляхти Гетьманщини — переяславський полковник Семен Сулима

Шляхта Гетьманщини чи козацька шляхта або шляхта Малоросії, малоросійська шляхта, малоросійське дворянство — привілейований суспільний стан, історичний привілейований соціальний клас Гетьманщини або Держави Війська Запорозького (і Малоросійського та Задніпровського), Малоросії у складі Руського царства, Російської імперії і Корони Польської, Речі Посполитої в XVII—XVIII ст.
У вузькому значенні до шляхти Гетьманщини відносили козацьку старшину — категорію посадових осіб (та членів їх родин), які здійснювали військове та адміністративне управління Війська Запорозького.
- У широкому значенні — привілейовані соціальні класи Гетьманщини: козацьке значне військове товариство, а також залишки старої шляхти Речі Посполитої, духовенство та міська верхівка (війти, бурмістри).[6]

Становлення шляхти Гетьманщини відбувалося з поступовим відродженням шляхетських традицій Речі Посполитої, що водночас призвело до погіршення становища інших станів. Після ліквідації Гетьманщини і створення на її базі Малоросійської губернії Російської імперії значна кількість української і задніпровської козачої, малоросійської шляхти була включена до складу російського дворянства як дворянство малоросійське.

## Історія

### Передумови
В XVI ст. грамотами короля Сигізмунда II Августа відбулось кінцеве оформлення привілеїв лицарського та шляхетського чину народу руського. Він надав руській шляхті право обиратись в чини сенаторські, придворні та земські; брати участь в виборі депутатів на загальні сейми і сеймики повітові, і судитись литовським статутом. Одночасно універсалом короля Сигізмунда ІІ Августа в 1572 році відбулось заснування реєстрового козацького війська. Згідно нього реєстрові козаки звільнялись від сплати податків, отримали незалежність від місцевої адміністрації та мали самоуправління зі своєю козацькою старшиною. З приходом наступного короля Стефана Батория реєстрове військо було розпущене. Проте вже в вересні 1578 року був виданий універсал «Згода з низовцями», яким збільшили склад реєстру до 600 чоловік, а в 1583 р. до 800. Разом з тим Баторій відновив козацьку старшину, яку розділив на генеральну та полкову. Згідно 18 артикула статуту, який постановляв щоб «достоїнства та чинів простолюдинам не давати, а давати оних тільки шляхті», старшиною та гетьманами реєстрового війська переважно ставали шляхтичі. Неможливість нереєстрового козацтва отримати від коронного уряду шляхетських чи реєстрових прав, а також зневага та ігнорування прав реєстрового козацтва призвели до низки повстань, що закінчувались збільшенням чи зменшенням козацького реєстру. Повстання Хмельницького призвело до залучення значної кількості дрібної шляхти до лав Війська Запорозького, особливо серед козацької старшини. Реєстр Війська Запорозького 1649, а потім Березневі статті збільшили кількість реєстрових козаків до 60 тис. (пізніше було зменшено до 30 тис.). А разом з ними згідно з договорами з коронним урядом козацька старшина визнавалась рівною шляхті.

### Становлення
|                                                                       | ...внутренняя жизнь малорусского общества проходила, можно сказать, совсем изолированно от внешних воздействий. Великая Россия вовсе не навязывала Гетманщине своего общественного строя и вообще мало влияла на внутренний строй Гетманщины, по крайней мере до половины XVIII века. Гораздо большее влияние должна была оказать Польша – она передала Гетманщине свои шляхетские и крепостнические традиции, свою культуру и, главнее всего, свои шляхетские законы. Само собою понятно, что такого рода внешних воздействий недостаточно для того, чтобы среди общества, настроенного, по-видимому, вполне демократически, вызвать особый привилегированный, господствующий над массою класс. Зародился он сам, без внешних влияний, зародился, очевидно, потому что в самом этом обществе были условия, вызывающие ею появление на свет... |
| — Міллер Д.П., «Перетворення козацької старшини на дворянство» (1897) | |

Повстання Хмельницького, і подальші переселення з Правобережної України призвели до значних демографічних змін на Лівобережжі, в той же час збереглась культура, самоврядування, закони тощо з часів Речі Посполитої. А разом з ними і соціальна ієрархія, яка розділила населення на поспільство — міщан і селян, та козацтво, що включало в себе давню шляхту що підтримала повстання, тих хто скористався універсалом що його отримав ніжинський полковник Прокіп Шумейко з дозволом «всій шляхті до своїх маєтків і староств приїжджати і селитись», а також шляхетські роди, що переважно через обезземелення, але також і з інших причин пізніше переселялись на землі Війська Запорозького:
|                                                             | В августе 1696 года киевский воевода князь Борятинский отправил к русскому резиденту в Польше дьяку Никитину стародубца Суслова с двумя рейтарами для вестей. Этот Суслов привез Никитину свои вести: «У поляков намерение совершенное, чтоб Украйну к себе превратить, и посылки у них к гетману Мазепе частые: так, нынешнею весною проехал к гетману от короля посланник вместе с греками, будто купец. Начальные люди теперь в войске малороссийском все поляки, при Обидовском, племяннике Мазепы, нет ни одного слуги козака. У козаков жалоба великая на гетмана, полковников и сотников, что для искоренения старых козаков прежние их вольности все отняли, обратили их к себе в подданство, земли все по себе разобрали: из которого села прежде выходило на службу козаков по полтораста, теперь выходит только человек по пяти или по шести. Гетман держит у себя в милости и призрении только полки охотницкие, компанейский и сердюцкие, надеясь на их верность, и в этих полках нет ни одного человека природного козака, все поляки...» |
| — Соловйов С.М., «Історія Росії з найдавніших часів» т. XIV | |

До таких родів зокрема відносились: Драгомирови, Раєвські, Соханські, Погорілки, Федорцови-Малиши, Геєвські, Богомольці тощо..
Козаки Війська Запорозького поділялись на три категорії — старшину, значне військове товариство та реєстрових (городових) козаків. Користуючись визнанням коронного уряду та 18 статтею Литовського статуту, старшина поступово починає за собою закріпляти права що мала шляхта до повстання. Вже в грамотах 1654 року до царя Олексія Михайловича згадується про благородну шляхту християнської віри, що отримує більші привілеї від козаків та посполитих. Ці права закріплюються наступними царями, а представники козацької старшини поступово перетворюються в малоросійське шляхетство, з приєднанням до нього переселенців — шляхтичів з Речі Посполитої, Молдави, Сербії. Частина старої шляхти, що не приєдналася до уряду, так і залишилася на непривілейованому положенні, незважаючи на свої документи.
Разом з тим серед козацької старшини, а також частково серед рядового козацтва почалось формування та відродження шляхетської ідентичності за взірцем шляхти Речі Посполитої. В Пактах і Конституціях прав і вольностей Війська Запорозького відбувається відродження сарматизму у формі хазарського міфу. В працях Самійла Величка, Григорія та Василя Полетик ітд війна 1648—1654 рр. почала зображуватись як своєрідна фронда, в якій пригноблене «шляхетно-урожоне» козацтво боролося проти магнатів за свої права і вольності. При цьому становище не тільки посполитих, але навіть рядового козацтва почало значно погіршуватись. Перші поступово ставали кріпаками, а другі почали втрачати права і землю перетворюючись на селян. Відмінений після Повстання Хмельницького Литовський Статут козацька старшина повернула в першій чверті XVIII ст., і за його допомогою затвердила за собою шляхетські права, маєтності та уряди, що не рідко ставали спадковими. А «козацька» і «шляхетська» самоідентифікації стали для них стали синонімами:
|                                                                       | ...Процесс совершался быстро. Мало по малу, выделившиеся из среды простого казачества казацкие начальники присваивали себе права настоящей шляхты. К концу первого пятидесятилетия пореволюционного периода паны являются владельцами населенных имений, имеющими право на труд крестьян. Они судятся шляхетским правом, выбирают из своей среды урядников на все должности в крае, не платят налогов и не несут общенародных повинностей, их дети пользуются особыми преимуществами по службе, а образование дает им возможность, и по внешности, и по развитию, превратиться в особую породу, резко отличную от рядового казачества и поспольства... В ХѴIII веке снова-появляется термин шляхетство и замечаются уже попытки закрепить на законном основании этот термин за старшиною... Чем дальше шло время, тем тверже становились права старшины, а вместе с тем и росли ее претензии. К концу первого столетия со времени народной революции, упразднившей привилегии, Малороссия готова была превратиться в маленькую Польшу, управляемую классом, наделенным теми же самыми привилегиями, против которых так энергично боролся малорусский народ в пору революции... Оставалось только восстановить старо шляхетские формы в области управления и суда, а затем получить и формальное признание своих шлехетских прав от верховной власти... |
| — Міллер Д.П., «Перетворення козацької старшини на дворянство» (1897) | |

Перетворившись в привілейований шляхетський стан, козацька старшина почала домагатись зрівння з російським дворянством та розширення автономії Війська Запорозького. Скориставшись становищем гетьмана Розумовського при дворі відбулась адміністративної та судова реформи, що повернула стару систему судочинства Речі Посполитої з відновленням сейма та шляхетських судів. Проте вже в 1764 році Катерина ІІ скасувала посаду гетьмана, а за ним ліквідувала всю автономію Війська Запорозького перетворивши її в Малоросійську губернію.

### Нобілітація
|                   |
| К.Г. Розумовський |

|                  |
| І.А. Безбородько |

|                   |
| П.В. Завадовський |

|                   |
| М.Ф. Полторацький |

Первісно російський уряд шляхту козацького походження за дворян не вважав. Правами дворянства могли користуватись тільки роди, яким вони були або височайше пожалувані (до таких родів відносились Лизогуби, Кандиби, Маркевичі, Апостоли тощо), або які служили в російських полках та канцеляріях, і отримували чини, що давали спадкове дворянство (до таких родів відносились Бороздни). Інші за дворян не визнавались, і ще за правління Єлизавети Петрівни сенат підтвердив неможливість прийому малоросів до шляхетського корпусу за відсутності там дворян. Через це малоросійська шляхта почала клопотати про зрівняння малоросійських чинів з класами табелю про ранги.
Набуття козацьким шляхетством дворянства спричинилось діяльністю Комісії з укладання проекту Нового Уложення (1766–74). З 1782 р. козацькій старшині надавалися аналогічні права що отримало російське дворянство завдяки закону про «Учреждения о губерниях 1775». На виконання царського указу від 28 липня 1783 про ліквідацію полкового устрою в Гетьманщині старшинські посади перейменовувалися на російські табельні чини. З 1785 на шляхетство поширилася чинність царської Жалуваної грамоти дворянству 1785, згідно з якою проголошувалася повна свобода дворян від обов'язкової військової служби, передбачалося утворення дворянського товариства в кожній губернії з правом обрання свого керівника, надання дворянських титулів, вирішення питань щодо достовірності доказів претендента на дворянство, подання петицій безпосередньо до престолу ітд. Відсутність точних рекомендацій і правил призвели до значних порушень в отриманні дворянства. Понад 100 тис. встигли тим чи іншим чином довести чи сфальсифікувати шляхетське походження, при тому що на момент ліквідації в Гетьманщині проживало 1 027 928 дорослих чоловіків. Така кількість в рази перевищувала відсоток дворян у внутрішніх губерніях, і призвела герольдію розпочати процес перегляду справ, і позбавлення дворянства навіть представників козацької старшини, через відсутність закону про відповідність малоросійських чинів загальноросійським. Боротьба за дворянські права малоросійського шляхетства тривала аж до середини XIX ст., і закінчилась отриманням більшістю представників малоросійської аристократії дворянства доведенням свого походження, або вислугою до відповідного чина. Рядове козацтво було переведене в новий соціальний стан — малоросійських козаків, за якими були збережені права на особисту свободу, володіння землею та можливість пізнішого отримання дворянства за наявності доказів про досягнення предками необхідних малоросійських чинів.

## Малоросійське дворянство
Після зруйнування Війська Запорозького (і Малоросійського) шляхетство або дворянство Малоросії, яке включало як представників козачої старшини, так і старожитніх (старо)руських, литовських і польських боярських, шляхетських і дворянських родів, як і духовенство, міщанство та інші соціальні стани тепер вже Чернігівської та Полтавської губернії поступово включались у діяльність нових губернських структур (Все)Російського господарства (імперії) зі столицею в Санкт-Петербурзі.
В цей час одночасно з інтегральною, загальноруською, (все)російською ідентичністю що в кінці 17-початку 18 ст. поширюється представниками малоросійського духовенства («Палінодія» Захарія Копистенського, потім Синопсис Київський Гізеля, потім власне автором теорії про триєдиний народ — Феофаном Прокоповичем), виникає також і окрема малоросійська ідентичність.
Її найбільш активний прояв припадає на другу половину XVIII ст., коли малоросійське шляхетство починає займатись домашніми архівами, дослідженнями власної генеалогії і т.д. для обгрунтування свого дворянського (шляхетського) походження з Малоросії у складі Литви, Корони (і Речі Посполитої) попередніх, литовської і польської  епох.
Ці передумови викликають зацікавлення малоросіян своєю історією, приводять до створення перших громадсько-політичних організацій (Новгород-Сіверський патріотичний гурток, Малоросійське таємне товариство), перших історичних («Історію Русів») та літературних творів народною українською Котляревського ітд. Пізніше представники малоросійських шляхетських родин Косачів, Драгоманових, Лисенків, Галаганів, Дорошенко, Лизогубів, Тарновських тощо спричинились та стали основою для становлення української ідентичності, культури, науки, та відродження державності.